# Штенфелд
Штенфелд (њем. Steenfeld) општина је у њемачкој савезној држави Шлезвиг-Холштајн. Једно је од 165 општинских средишта округа Рендсбург. Према процјени из 2010. у општини је живјело 391 становника. Посједује регионалну шифру (AGS) 1058156.

## Географски и демографски подаци
Штенфелд се налази у савезној држави Шлезвиг-Холштајн у округу Рендсбург. Општина се налази на надморској висини од 19 метара. Површина општине износи 11,5 km². У самом мјесту је, према процјени из 2010. године, живјело 391 становника. Просјечна густина становништва износи 34 становника/km².